# Гуатапе
Гуатапе (исп. Guatapé) — город и муниципалитет на севере Колумбии, на территории департамента Антьокия. Входит в состав субрегиона Восточная Антьокия.

## История
Поселение, из которого позднее вырос город, было основано 1 июня 1811 года. Муниципалитет Гуатапе был выделен в отдельную административную единицу в 1867 году.

## Географическое положение

Муниципалитет Гуатапе

Город расположен в юго-восточной части департамента, в гористой местности Центральной Кордильеры, на берегу водохранилища Пеньоль-Гуатапе, на расстоянии приблизительно 40 километров к востоку от Медельина, административного центра департамента. Абсолютная высота — 2000 метров над уровнем моря.

Муниципалитет Гуатапе граничит на севере с муниципалитетом Алехандрия, на западе — с муниципалитетом Эль-Пеньоль, на юго-востоке — с муниципалитетом Гранада, на востоке — с муниципалитетами Сан-Рафаэль и Сан-Карлос. Площадь муниципалитета составляет 69 км².

## Население
По данным Национального административного департамента статистики Колумбии, совокупная численность населения города и муниципалитета в 2012 году составляла 5458 человек.
Динамика численности населения муниципалитета по годам:
| 2005 | 2006 | 2007 | 2008 | 2009 | 2010 | 2011 | 2012 |
| ---- | ---- | ---- | ---- | ---- | ---- | ---- | ---- |
| 5838 | 5782 | 5734 | 5676 | 5623 | 5566 | 5507 | 5458 |

Согласно данным переписи 2005 года мужчины составляли 48,4 % от населения Гуатапе, женщины — соответственно 51,6 %. В расовом отношении белые и метисы составляли 99,96 % от населения города; негры, мулаты и райсальцы — 0,04 %.
Уровень грамотности среди всего населения составлял 94,4 %.

## Экономика
Основу экономики Гуатапе составляют туризм, сельскохозяйственное производство и гидроэнергетика.

47,4 % от общего числа городских и муниципальных предприятий составляют предприятия торговой сферы, 39,7 % — предприятия сферы обслуживания, 12,9 % — промышленные предприятия.

## Достопримечательности
К юго-западу от города находится скала Эль-Пеньон-де-Гуатапе, некогда являвшаяся объектом поклонения индейцев племени тахамис.